# Юденич, Инга Вадимовна
Инга Вадимовна Юде́нич (род. 3 февраля 1936, Ленинград, РСФСР — 11 ноября 2015, Санкт-Петербург, Россия) — известный советский и российский искусствовед, кандидат искусствоведения, ученый секретарь Государственного Эрмитажа (1973—1985), член-корреспондент Российской академии художеств (с 2011). Заслуженный работник культуры Российской Федерации (2001).

## Политическая позиция
В 2014 году подписала Коллективное обращение деятелей культуры Российской Федерации в поддержку политики президента РФ В. В. Путина на Украине и в Крыму.

## Избранные труды
- Пейзажи Писсарро в Эрмитаже / И. В. Юденич. — Ленинград: Издательство Государственного Эрмитажа, 1963. — 24 с.
- Пикассо и окрестности: Сборник статей. — М.: Прогресс-Традиция, 2006. — 296 с. (в соавторстве)